# Asiagomphus somnolens
Asiagomphus somnolens – gatunek ważki z rodziny gadziogłówkowatych (Gomphidae).